# Kongō-zue

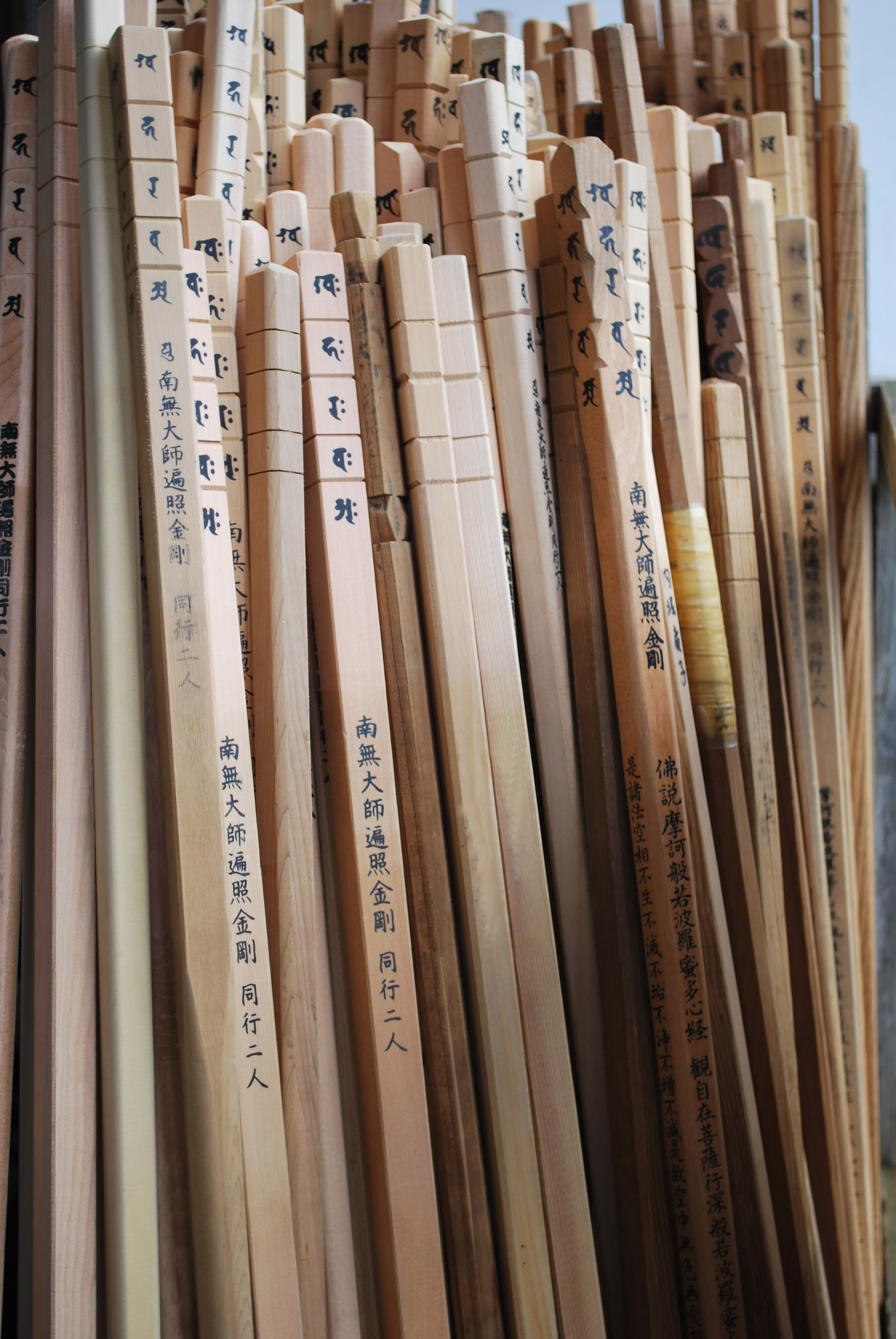
Kongō-zue au Ōkubo-ji, 88e et dernier temple du pèlerinage de Shikoku.

Le kongō-zue ou kongō-jō (金剛杖) est le bâton de bois porté par les yamabushi et les henro (pèlerins) au cours du pèlerinage de Shikoku au Japon. Le kongō-zue est censé représenter le corps de Kōbō Daishi et soutenir le henro en cours de route ; comme tel, il est traité avec respect, ses « pieds » sont lavés et il est rentré à l'intérieur à la fin de chaque étape du pèlerinage,. Il porte inscrit les chants Namu Daishi Henjo Kongo (南 無 大師 遍照 金剛) soit « Hommage au Sauveur [Kōbō] Daishi, l'Illuminateur et Impérissable », et Dōgyō Ninin (同行 二人), soit « Voyageons ensemble », qui fait référence à l'accompagnement du pèlerin par Kōbō Daishi.
Plusieurs règles doivent être respectées par le pèlerin pour le maniement du kongō-zue :
- on doit le tenir en l'air lors de la traversée d'un pont de sorte qu'il ne touche pas le sol et ne réveille pas Kōbō Daishi ;
- quand le pèlerin arrive à une auberge, il doit veiller à ce qu'on prenne soin de son kongō-zue avant lui-même ;
- le pèlerin doit nettoyer le kongō-zue en arrivant à l'auberge. À l'hôtel, il doit le placer dans le tokonoma (alcôve de la chambre) ;
- les pèlerins laissent leur kongō-zue au Ōkubo-ji, le dernier temple, lorsqu'ils ont terminé le circuit.

Il existe une pratique funéraire occasionnelle dans le Shikoku et d'autres parties du Japon où les défunts sont habillés en pèlerins et placés dans le cercueil avec leur équipement et leur livre de pèlerinage (nōkyō-chō) pour leur dernier voyage,.